# Tổ Chức Người Trẻ Sống Xanh Toàn Cầu
Tổ chức Người Trẻ Sống Xanh Toàn Cầu (GYG) là một tổ chức toàn cầu mới nổi hỗ trợ và củng cố những nỗ lực của những người trẻ hướng tới công bằng xã hội, hệ sinh thái bền vững, dân chủ cơ sở và hòa bình. GYG là một dự án chung của hơn 70 tổ chức thanh niên và hàng trăm cá nhân, bao gồm Liên đoàn những người trẻ sống xanh châu Âu, Mạng lưới người trẻ sống xanh Châu Á Thái Bình Dương, Mạng lưới hợp tác và phát triển Đông Âu, Thanh niên tình nguyện vì môi trường và các tổ chức khác. GYG là một tổ chức phi lợi nhuận theo luật của Bỉ.

## Lịch sử
Cuộc họp không chính thức đầu tiên của những người trẻ yêu môi trường từ khắp nơi trên thế giới được tổ chức tại Sydney, Úc trước Hội nghị Sống xanh Toàn cầu năm 2001,. Lấy cảm hứng từ hội nghị Sống xanh trẻ toàn cầu năm 2001, vào năm 2005, các thành viên của Liên đoàn người trẻ sống xanh châu Âu (FYEG), Khu vực xanh Hoa Kỳ,  nhiều nhóm và các cá nhân trẻ yêu môi trường bắt đầu thảo luận qua email về tổ chức một hội nghị khác. Năm 2006, hai người bắt đầu làm việc tại văn phòng FYEG ở Brussels. Đại hội thành lập chính thức của Tổ chức Người Trẻ Sống Xanh Toàn Cầu được tổ chức từ ngày 16–20 tháng 1 năm 2007 tại Nairobi, Kenya. Có 156 người tham gia, với 133 người tham gia bỏ phiếu, tất cả đều dưới 35 tuổi. Bất chấp những nỗ lực của ban tổ chức, sự cân bằng giới tính vẫn là 2: 1 nam - nữ. Các con số xấp xỉ như sau: Châu Phi: 89 (50 người Kenya), Châu Mỹ: 5, Châu Á/Thái Bình Dương: 31, Châu Âu: 26.
Một số quốc gia đã được đại diện bao gồm New Zealand, Đức, Áo, Phần Lan, Thụy Điển, Canada, Pháp, Tây Ban Nha, Tunisia, Kazakhstan, Kyrgyzstan, Nepal, Ấn Độ, Pakistan, Sri Lanka, Việt Nam, Hàn Quốc, Nhật Bản, Nigeria, Uganda, Rwanda, Ethiopia, Mozambique, Benin, Andorra, Cộng hòa Séc, Ý, Cyprus và Kenya.
Đại hội đã thống nhất về cơ cấu tổ chức, danh sách những người đứng đầu và đồng thời bầu ra ban tổ chức gồm 16 bạn trẻ đến từ 4 khu vực: Châu Phi, Châu Mỹ, Châu Á Thái Bình Dương và Châu Âu.
Một cuộc họp GYG hai ngày không chính thức khác được tổ chức tại São Paulo, Brazil vào tháng 4 năm 2008, trước Hội nghị Sống xanh Toàn cầu. Khoảng 60 thanh niên đã tham gia.
Đại hội lần thứ hai của GYG được tổ chức từ ngày 8 đến ngày 13 tháng 8 năm 2010 tại thủ đô Berlin của Đức. Hơn 100 đại biểu đến từ 48 quốc gia đã tham gia Đại hội kéo dài trong 6 ngày và bao gồm hàng chục cuộc hội thảo, một số cuộc tranh luận cấp cao cũng như các phương pháp tiếp cận thay thế để trao đổi ý kiến và học hỏi lẫn nhau. Tại Berlin, các cấu trúc của mạng lưới đã được sửa đổi. Số lần hiển thị
Đại hội thứ ba và thứ tư lần lượt diễn ra cùng với Global Greens, tại Dakar và Liverpool.

## Nguyên tắc
Tư cách thành viên dành cho những người từ 35 tuổi trở xuống được xác định theo Màu xanh lá cây. Các nguyên tắc xanh thường được gọi là “bốn nguyên tắc”:
- sinh thái bền vững
- công bằng xã hội
- dân chủ cơ sở
- nền hòa bình

Nhưng đây chỉ là phần nổi của tảng băng trôi - để hiểu đầy đủ ý nghĩa của việc trở thành Xanh, tất cả mọi người nên đọc Điều lệ Xanh toàn cầu được GYG xác nhận.
Ngoài ra, Tổ chức Người Trẻ Sống Xanh Toàn Cầu đang phấn đấu thực hiện các nguyên tắc sau ở mọi cấp độ (địa phương, quốc gia, khu vực, toàn cầu):
- Bảo vệ và phục hồi môi trường và bảo tồn động vật
- Phát triển bền vững, bình đẳng và công bằng
- Công bằng xã hội
- Dân chủ cơ sở, có sự tham gia và toàn cầu hóa, và đặc biệt là trao quyền cho những người trẻ tuổi tham gia và xây dựng xã hội dân chủ hơn
- Giải quyết xung đột hòa bình và phi quân sự, kiểm soát vũ khí, giải trừ quân bị
- Bình đẳng giới, trao quyền cho phụ nữ
- Công lý giữa các thế hệ, trao quyền cho thanh niên và trẻ em
- Không bị phân biệt đối xử với bất kỳ lý do gì và bình đẳng cho tất cả
- Trao quyền cho những người bị thiệt thòi và thiệt thòi.
- Chỉ toàn cầu hóa và thương mại công bằng
- Quyền tự do cá nhân trên cơ sở các quyền con người phổ biến
- Quyền tự quyết của mọi người, đặc biệt là người bản xứ.

## Mục tiêu
Mục tiêu của GYG là:
- Trao quyền cho thanh niên trong khuôn khổ dân chủ có sự tham gia
- Tạo không gian cho giới trẻ năng động mà không bị chi phối bởi thế hệ đi trước
- Giải quyết sự bất bình đẳng giữa các tổ chức và cá nhân
- Tạo mối liên kết chặt chẽ giữa các ngành và tổ chức
- Thúc đẩy các nguyên tắc xanh trên hành tinh Trái Đất

## Ban chỉ đạo (SC)
Tại Đại hội năm 2017 ở Liverpool, Ban chỉ đạo đã giảm quy mô xuống còn tám, với hai đại diện từ mỗi khu vực. Như sau:
- Fabiana Zanutti (Argentina)
- Janmejai Tiwari (Ấn Độ)
- Samantha Anzemo (Kenya)
- Thompson Luzendi (Zambia)
- Liliane Pollmann (Đức)
- Ali Khademolhosseini (Đức)
- Saima Bhutto (Pakistan)
- Soulymane Ouedraogo (Burkina Faso) [6]

Các thành viên của SC được bầu ở Dakar là (cho đến đại hội ở Liverpool): Alex Surace (Úc), Amy Tyler (Úc), Bart Dhondt (Bỉ) Bernardo Estacio (Venezuela), Forget Chinomona (Zimbabwe), Jaime Andres Carrero Suarez (Colombia), Julia Duppre (Brasil), Michaela Prassl (Áo), Nassima Guettal (Algeria), Perlo Michel (Senegal), Robyn Lewis (Úc), Rose Wachuka (Kenya), Sarah Benke (Đức), Tanya Gutmanis (Canada), Teo Abaishavili (Georgia), Yangki Imade Suara (Indonesia),
Các thành viên trước đây của SC được bầu ở Berlin (cho đến Đại hội ở Dakar) là: Adam Sommerfeld (Canada), Alex Surace (Úc), Ann Bulimu (Kenya), Anna Kavalenka (Belarus), Clarence Chollet (Thụy Sĩ), Chung-Ming Wang (Đài Loan), Jesùs López (Venezuela), Kalpana Ambepitiya (Sri Lanka), Kelvin Kaunda (Zambia), Lukas Beiglböck (Áo), Mareike Rehl (Đức), Masami Muramatsu (Nhật Bản), Roberta Morena Santos (Brazil), Roselin Monogla (Benin), Sandra Guzman (Mexico).
Các thành viên của SC đầu tiên được bầu tại Đại hội thành lập ở Nairobi là: Douglas Arege (Kenya), Caroline Ayling (Úc), Andreas Birnstingl (Áo), Marie Madeline Boni (Benin), Raju Pandit Chhetri (Nepal), Eric Dombou (Cameroun), Murtaza Mir Ghulam (Pakistan), Andrea Horan (Canada), Ognyan Kovachev (Bulgaria), Rim Nour (Tunisia), Janna Schönfeld (Đức), Sarah Trichet Allaire (Pháp), Elena Zakirova (Kirgisistan), Juan Manuel Zorraquín (Argentina).